# روبرت رانكين (سياسي)
روبرت رانكين هو سياسي كندي، ولد في 1866، وتوفي في 29 يونيو 1952.